# 二宮宏之
二宮 宏之 （にのみや ひろゆき、1932年5月16日 - 2006年3月13日）は、日本の歴史家。主たる専門分野は、フランス近世史。広範な史料調査に基づく社会史から国制史・歴史理論まで、幅広い領域において日本の西洋史学に大きな影響を残した。
東京外国語大学で長く教鞭をとったのちフェリス女学院大学名誉教授などを歴任。

## 経歴
東京都出身。フランス文学者の二宮敬は実兄で、ボーヴォワールの翻訳で知られたフランス文学者の二宮フサなど、のちに著名なフランス研究者となる親族に影響され、自身も早くからフランスを研究対象としてこころざした。
東京大学文学部西洋史学科に進学後、高名なフランス史家アルベール・ソブールと親交のあった高橋幸八郎に強く影響され、フランス革命とアンシャンレジーム期の研究にすすんだ。1960年から66年までパリのエコール・ノルマル・シュペリウールに留学し、当時フランスの歴史学手法を大きく刷新しつつあったアナール学派に惹きつけられる。
師事したジャン・ムーヴレは、政治史・事件史に集中していたそれまでの歴史叙述の刷新を訴え、各地公文書館の徹底した史料踏査にもとづいて一般民衆の社会・心性の歴史を描こうとしていた。また同時期に二宮が薫陶を受けたカミーユ＝エルネスト・ラブルースは数量経済史の研究をすすめ、フランス革命にいたる旧体制の動揺の長期的背景を緻密に検討しはじめていた。
これらの歴史家や、また学術誌『アナール』のもとに集まったエマニュエル・ル・ロワ・ラデュリなどフランス歴史学を代表する史家たちと交流を深め、二宮は日本に帰国後「アナール学派」の手法や文化史・社会史の重要性を日本の歴史学に伝える大きな役割を果たすこととなった。
東京大学大学院人文科学研究科中退後、東大助手を経て1966年に東京外国語大学外国語学部助教授、1977年に同大学教授に就任。
1984年には文化人類学者の川田順造や日本中世史家の網野善彦らとともに学術誌『社会史研究』を創刊。同誌を中心とする二宮の活動は、フランスの『アナール』の影響を受けた新しい歴史学が日本で開始される重要なきっかけとなり、のちに網野善彦らが日本で庶民の社会史の研究を深めてゆく大きな足がかりとなった。またこれと並行してジャック・ル・ゴフやミシェル・ペローなどとの親交をもとに、フランスの歴史家の著作を数多く日本へ紹介する窓口としても活躍した。
またローザンヌに本部を置く国際史学会議 (ICHS)の運営にも長くかかわり、1995年から2000年まで事務局長をつとめるなど世界各国の歴史家と幅広いネットワークを築いた。
二宮自身の研究領域は、フランス農村史から国制史・絶対王政、社会思想と歴史認識の方法論まできわめて多岐にわたる。その活動の一端が最初の単著となった『全体を見る眼と歴史家たち』（1986）に残されており（没後の2011年に著作集が刊行された）、ここに収められた「フランス絶対王政の統治構造」や「「印紙税一揆」覚え書――アンシアン・レジーム下の農民叛乱」などの論文は、フランス近世史の分野でとくに大きな影響を及ぼした。
東京外国語大学を退官後は、電気通信大学教授、フェリス女学院大学教授などを歴任。
2006年3月に急逝したさいには、フランス・ユマニスムの伝統を受け継ぐ深い教養や見事なフランス語能力、快活で穏やかな人柄を惜しむ訃報・惜別の記事が、フランスを中心とする海外の多くの学術誌や一般紙に掲載されている。

## 著書
- 『全体を見る眼と歴史家たち』 木鐸社 1986／平凡社ライブラリー（岸本美緒解説） 1995。ISBN 4888882134
- 『歴史学再考 - 生活世界から権力秩序へ』 日本エディタースクール出版部 1994
- 『マルク・ブロックを読む』 岩波セミナーブックス 2005／岩波現代文庫（林田伸一解説） 2016。ISBN 400-6003404
- 『フランス アンシアン・レジーム論 - 社会的結合・権力秩序・叛乱』 岩波書店 2007。ISBN 400-0246364

### 著作集
- 「二宮宏之著作集」岩波書店（全5巻）、2011年2月 - 12月
  1. 『全体を見る眼と歴史学』、福井憲彦解説
  2. 『深層のフランス』、近藤和彦解説　
  3. 『ソシアビリテと権力の社会史』、工藤光一解説
  4. 『戦後歴史学と社会史』、林田伸一解説
  5. 『歴史家のメチエ』、樺山紘一解説

### 編著
- 『深層のヨーロッパ　民族の世界史9』山川出版社 1990。ISBN 4634440903
- 『結びあうかたち - ソシアビリテ論の射程』山川出版社 1995。ISBN 4634642808

### 共編著
- 『アナール論文選』全4巻（樺山紘一, 福井憲彦）新評論 1982 - 1985
- 『岩波講座 社会科学の方法』全12巻（佐々木毅, 塩沢由典, 杉山光信, 村上淳一, 山之内靖）岩波書店 1993 - 1994
- 『歴史を問う』全6巻（上村忠男, 大貫隆, 月本昭男, 山本ひろ子）岩波書店 2001 - 2004
- 『アンシアン・レジームの国家と社会 - 権力の社会史へ』（阿河雄二郎）山川出版社 2003

## 翻訳
- 『宗教戦争』、ジョルジュ・リヴェ（フランス語版）、関根素子共訳、白水社（文庫クセジュ） 1968。ISBN 4560054282
- 『革命的群衆』、ジョルジュ・ルフェーヴル、創文社（歴史学叢書） 1982／岩波文庫 2007。ISBN 4003347625
- 『民衆本の世界 - 17・18世紀フランスの民衆文化』、ロベール・マンドルー（英語版）、人文書院 1988
- 『歴史・文化・表象 - アナール派と歴史人類学』、ジャック・ル・ゴフほか、岩波書店 1992／岩波モダンクラシックス 1999。ISBN 400-0264052
- 『革命前夜の地下出版』、ロバート・ダーントン（英語版）、岩波書店 1994、岩波モダンクラシックス 2000、岩波人文書セレクション 2015。ISBN 9784000265430